# Кохманский, Вячеслав Симфорианович
Венцеслав (Вячеслав) Симфорианович Кохманский (27 сентября (9 октября) 1835 — 13 (26) декабря 1916, Москва) — русский чиновник, тайный советник.

## Биография
Из дворян Бессарабской губернии. Сын надворного советника Симфориана Петровича Кохманского, уездного прокурора и Кишиневского городского головы, брат Валентина Кохманского, севастопольского финансиста, тайного советника, и Романа Кохманского, кишиневского присяжного поверенного, автора сочинений по гражданскому праву.
Окончил Ришельевский лицей и Химический факультет Санкт-Петербургского университета. В службе и классном чине со 2 августа 1857. Работал технологом на московском винокуренно-дрожжевом заводе (ОАО Московский дрожжевой завод «Дербеневка»), где затем был директором. Преподавал в Императорском Комиссаровском техническом училище, участвовал в создании при этом учебном заведении астрономической обсерватории, названной в 1912 году его именем. Состоял в дружеских отношениях с покровителем училища великим князем Константином Константиновичем.
Действительный статский советник 12.10.1877), тайный советник (24.01.1885). Был причислен к Собственной Е. И. В. Канцелярии по Ведомству учреждений Императрицы Марии и к министерству народного просвещения, почетным членом ученого комитета которого состоял. Почетный член Московского совета детских приютов, Попечительства о бедных в Москве, Комиссаровского технического училища и Общества попечения о детях лиц, ссылаемых по судебным приговорам в Сибирь, почетный попечитель Костромского Александровского православного братства.
В 1890—1911 годах был владельцем большой усадьбы в Бурцеве. Продал часть земли писателю Н. Н. Златовратскому, построившему на ней усадьбу Апрелевку.
Был погребен в Алексеевском женском монастыре.

## Награды
- Орден Святого Станислава 1-й ст.  (1879)
- Орден Святой Анны 1-й ст. (1882)
- Орден Святого Владимира 2-й ст. (1889)
- Орден Белого орла (1894)
- Орден Святого Александра Невского (1.01.1901)
- Бриллиантовые знаки к ордену Святого Александра Невского (17.04.1916)

Медали:
- Медаль «В память царствования императора Александра III» (1896)
- Медаль «В память коронации Императора Николая II» (1896)
- Знак за L лет беспорочной службы
- Медаль «В память 300-летия царствования дома Романовых» (1913)

## Семья
Жена: Екатерина Михайловна Мухина, дочь статского советника Михаила Петровича Мухина и Софьи Петровны N
Дети:
- Евгений (6.07.1866—6.02.1943), фотограф и издатель открыток. Жена: Вера Георгиевна Горохова (1869—15.01.1948)
- Лев (р. 4.03.1868)
- Надежда (6.10.1869—30.10.1943). Муж (11.11.1896): Павел Петрович Фурнье (28.03.1864—7.12.1942, Берлин), действительный статский советник, бухгалтер Собственной ЕИВ канцелярии по ведомству учреждений Императрицы Марии, член Религиозно-философского общества в Петербурге
- Екатерина (7.10.1873—2.08.1949, Москва). Муж 1): Константин Алфеевич Нишевов (1865—27.06.1904), коллежский секретарь; 2): Николай Владимирович Кашин (1872—1959), физик
- 'Николай (20.02.1876—30.12.1955), дипломат, консул в различных городах Османской империи. Жена: Мария Алфеевна Нишевова (1873—1924)